# دانشکده پزشکی گلستان
دانشکده پزشکی دانشگاه علوم پزشکی گلستان یکی از دانشکده‌های پزشکی ایران وابسته به دانشگاه علوم پزشکی گلستان در گرگان است. این دانشکده در سال ۱۳۷۱ بنیانگذاری شد و دارای ۳ بیمارستان آموزشی است.

## تاریخچه
دانشکده پزشکی گلستان در سال ۱۳۷۱ بنیانگذاری شد. هم‌اکنون ریاست این دانشکده را محمد حسین تازیکی برعهده دارد.